# さかいで塩まつり
さかいで塩まつり（さかいでしおまつり）は、香川県坂出市で5月頃に開催されている、2022年に第31回目を迎えるまつり。2010年度より会場を瀬戸大橋記念公園に移し、観客動員55,000人と同市最大のイベントとなった。2020年にはコロナの影響で初の中止、2021年には新しい形で30回目が行われた。公益社団法人坂出青年会議所（2010年11月25日より法人格変更）が中心となり運営されていたが、2022年に初の現役JC以外が代表となり違う形による塩まつり実行委員会での開催となる（2023年は、6月24・25日に開催される）

## 概要
塩への感謝と、地域の偉人である久米通賢の精神を受け継いでいくためのお祭り。　
私財を投げ打ち地域のために貢献し、塩田を開発した久米通賢の偉業と志を伝承しようと、久米通賢が生涯を終えた月である5月を中心に開催されている（天保12年5月7日没（1841年6月25日））。またイベント当日には出展のひとつとして、灌水を煮詰めて塩がつくられる。後日その塩は神事として塩竃神社に奉納される。塩づくりによって発展してきた坂出地域として、塩の大切さと、塩に対する親しみや感謝をも伝えていくことを目的としている。

## 2021年の開催
前年に引き続き実行委員長を、羽原龍正が務めた。
新しい形での塩まつりを模索し、リアルとデジタルを並行しつつ、会場を分散してコロナ対策とした。

## 2020年の開催
新型コロナウィルスの拡大により、塩まつり初の中止となった。

## 2019年の開催
2019年は5月12日（日曜日）の一日開催となっている。実行委員長は、宮本将志が務めた。
昨年は生憎の天候に見舞われたが、2019年は天候に恵まれ、スポーツクライミング、パラカヌー体験のほか、昨年中止となったメガ塩すべり台、アクロバット飛行ショーにも多くの来場者が訪れた。

5月の第三日曜日を基本的な開催日としている。
2013年度は、瀬戸内国際芸術祭の春の部が沙弥島エリアを含めて開催されることにともない、クロージングイベントも兼ねて4月20日と4月21日の二日開催となった。

## 歴史
瀬戸大橋開通に際してそれまで行われていた、さかいで商工みなとまつりは、瀬戸大橋まつりへと変遷した。そのみなとまつりの復興と、坂出市制50周年と坂出青年会議所35周年を記念し第1回目の塩まつりが開催された。第1回目の開催場所は瀬戸大橋記念公園である。その後、宇多津臨海公園や坂出駅周辺を開催地として開催されてきた。
2010年度の開催において本来の地域振興の在り方を取り戻すため、会場及び日程を変更するとともに地域の諸団体と一緒に作り上げるスタイルへと変革を遂げている。2013年度は再び二日間開催に挑戦している。

### 過去の塩まつり開催日とテーマ
- 第28回 2019年5月12日（日曜日）さかいで塩まつり「未来～新たな明日へ～」
- 第27回 2018年5月13日(日曜日） さかいで塩まつり「未来～まちを彩る笑顔の輪～」

- 第26回 2017年5月21日(日曜日)　さかいで塩まつり「志～笑顔で広がる心のつながり～」
- 第25回 2016年5月14~15(土・日)　さかいで塩まつり「郷土愛～ひとりひとりがみんなのために～」
- 第24回 2015年5月16~17(土・日)　さかいで塩まつり「挑戦～こころひとつに～」
- 第23回 2014年5月18日(日曜日)　さかいで塩まつり「紡ぎ～そして未来へ～」
- 第22回 2013年4月20~21日(土・日)　さかいで塩まつり「～次代へ～　笑顔・勇気・感動」
- 第21回 2012年5月20日(日曜日)　さかいで塩まつり「感謝～過去・現在・未来～」
- 第20回 2011年9月25日(日曜日)　2011さかいで塩まつり「絆」
- 第19回 2010年5月16日(日曜日)　2010さかいで塩まつり「率先躬行～みんなの思いをかたちに～」
- 第18回 2009年5月30日(土曜日)　2009さかいで塩まつり「地域に届け通賢スピリット！一念岩をも徹す」
- 第17回 2008年4月19日(土曜日)　2008さかいで塩まつり「地域に届け通賢スピリット！未来に向けて」
- 第16回 2007年5月26日(土曜日)　2007さかいで塩まつり「皆の心に通賢スピリット！未来(あす)の地域(まち)のために」
- 第15回 2006年4月29日(土曜日)　2006さかいで塩まつり「語り継ごう通賢スピリット！未来の地域のために」
- 第14回 2005年4月29日(金曜日)　2005さかいで塩まつり「地域に届け！通賢スピリット」
- 第13回 2004年5月9日(土曜日)　2004さかいで塩まつり「引き継ごう！通賢スピリット 地域の絆でまちおこし」
- 第12回 2003年5月31日(土曜日)　2003さかいで塩まつり「まちのルーツをこどもたちに伝えよう！めざせ！！明日の久米通賢」
- 第11回 2002年5月26日(日曜日)　2002さかいで塩まつり「まちのルーツをこどもたちに伝えよう！認識しよう まちの絆！」
- 第10回 2001年5月27日(日曜日)　2001さかいで塩まつり「まちのルーツをこどもたちに伝えよう！散策しよう 地域の宝物」
- 第9回 2000年5月28日(日曜日)　2000さかいで塩まつり「まちのルーツをこどもたちに伝えよう！2000年新しい坂出を目指して！」
- 第8回 1999年5月23日(日曜日)　99さかいで塩まつり「まちのルーツをこどもたちに伝えよう！」
- 第7回 1998年5月24日(日曜日)　さかいで塩まつり
- 第6回 1997年5月25日(日曜日)　97さぬき塩まつり
- 第5回 1996年5月26日(日曜日)　96さぬき塩まつり
- 第4回 1995年6月4日(日曜日)　95さぬき塩まつり
- 第3回 1994年5月8日(日曜日)　第3回さぬき塩まつり
- 第2回 1993年5月9日(日曜日)　第2回さぬき塩まつり
- 第1回 1992年5月10日(日曜日)　第1回さぬき塩まつり

### ふるさとイベント大賞の受賞
2013年度のふるさとイベント大賞（3月6日東京国際フォーラム）において、前年度の塩まつりが奨励賞を受賞した。

### ギネス世界記録の受賞
2015年の塩まつり内において、「同時におむすびをむすぶ人数」の世界記録を達成した。

## 主な出展

### 塩の滑り台
18tもの塩(2017)が平面と坂道を組み合わせた遊び場に敷き詰められている。
滑り台と名はついているが、滑ることはほぼ出来ない。閉会後は塩を全て回収して工場に戻し再利用していたが、2013年より融雪等の目的としてNEXCOに譲渡している。
日本海水（2006年讃岐塩業株式会社を吸収合併）の協賛を得ている。
2011年は買い取りとなり、保存されている。（2012年は適正に処理された）それ以降は、譲渡と回収を年ごとに行っている。

### 塩づくり体験
灌水から塩を作るという昔ながらの方法を体験できる企画で、初期より行われてきた。ここで作られた塩は奉納にも使われる。塩まつり開催時前に各小学校等に出張し、塩づくりの歴史を伝えたり体験をさせたりすることも行われてきた。また、塩田等の写真や歴史をパネルにしたものが併設されている。

### おむすび振る舞い
讃岐三白推進協会の皆様による、おむすびの振る舞い。塩の美味しさも堪能してもうために味付けは塩のみ。ＪＡ香川の協賛により「おいでまい」が使用されている。

### 久米流砲術隊
久米通賢が改良・開発した火縄銃による実演が行われる。

### アクロバット飛行ショー
2011年度より、会場に隣接する海上を飛行機が飛ぶショーが行われている。日本でも数少ない機体によるアクロバティックショーは、まつりのフィナーレを飾るタイミングで飛ぶことが多い。

### メインイベント
- スポーツクライミング　クライミング体験（2019）
- 防災クエスト　体験型防災アトラクション（2018）
- ＳＨＩＮＯＢＩ　忍者風水陸両用アトラクション（2017）
- 塩合戦　雪合戦ルールによる設置型イベント（2016）
- ギネス世界記録挑戦　同時におむすびをむすぶ人数（2015）
- キッズワーククエスト　中世風職業体験アトラクション（2014）

## 過去の主な出展

### ソルトアート
塩を使用した巨大絵や行灯を、小学生等を中心に作成したものが展示される。
行灯は他の祭（香風園で開催された観月会等）でも使用された。
また、会場では縮小版の塩絵が体験できるブースもあり、子ども達で賑わった。
毎年形は変えるものの、塩を使った作品に挑戦している。

### ぐるっとグルメおごっつぉ横丁
第20回より、飲食用のブースが一元化された。
名称は20回のみ。

### 坂出復活グルメ
第19回目に初登場した企画。今は無くなってしまったお店や商品を復活させるというもの。
「ムーラン」の「味付けパン」と、「ぱぷりか」のカレーが復活し大盛況だった。
「ぱぷりか」のカレーはその後、モンスターバッシュでも販売された。
またかつて坂出ニチイで子ども達を釘づけにしていた吉田ベーカリーのドーナツ製造機もお目見えし好評だった。

### 塩男コンテスト
塩田を利用しての塩づくりの伝統を継承していくために、灌水を撒く作業や塩を運ぶ作業を模したレースが行われる。楽しみながらも大変さを学べる。

### 讃岐B級グルメ
第18回さかいで塩まつりにて第1回讃岐B級グルメコンテストが開催された。坂出商工会議所青年部が主管担当している。その後第2回を経て、独自開催も行っている。第1回優勝は香川短期大学考案の「金時丸」。現在は高田いっぷく堂や各地イベントで食すことができる。第2回優勝はかっしゃ焼。

### キッズわ～くランド
2009年に単独で開催された（社団法人坂出青年会議所主催）、低学年層向けの職業体験事業がさかいで塩まつり会場において登場した。
2011年度より、以前から塩まつりにおいて使用されていた青空教室という名前で内容が引き継がれている。
2012年度は再びキッズわ～くランドになっている。

## 実働団体
- 公益社団法人坂出青年会議所
- 坂出商工会議所青年部
- 香川大学ローターアクトクラブ
- 四国職業能力開発大学校（ポリテクカレッジ）
- 坂出市歯科医師会
- 坂出シニアソフトボールクラブ

## 実行委員会参加団体
- 坂出歯科医師会
- 坂出商工会議所青年部
- 社団法人讃岐三白推進協会
- 坂出つうけんの会
- 香川大学ローターアクトクラブ(2012~)
- NPO法人坂出在宅福祉研究会
- 茶道裏千家淡交会さかいで支部青年部（2010~）
- ＪＲ坂出駅
- 坂出警察
- 坂出市
- 茶道裏千家淡交会坂出分会(~2013)
- 宇多津商工会青年部
- 坂出商工会議所女性会
- 讃岐スポーツカークラブ(~2011)
- 香川大学放送研究会(2012)
- 東日本大震災復興支援団体「チーム香川」(2012~2013)
- 坂出ＪＣシニアクラブ

## 会場
- 瀬戸大橋記念公園

### 過去の開催会場
- 坂出駅前広場
- 坂出駅前通り
- 坂出商店街
- 宇多津臨海公園